# Live in London NW5 2012. EP
Live in London NW5 2012. EP è un EP del gruppo musicale britannico Enter Shikari, pubblicato il 18 maggio 2012 gratuitamente sul loro sito ufficiale.
Contiene quattro tracce (per un totale di 5 brani) registrate durante l'esibizione della band al pub Bull and Gate di Londra il 12 febbraio 2012, contenuta in parte anche nel DVD bonus di Live in London. W6. March 2012. - Bootleg Series Volume 4.

## Tracce
Testi di Rou Reynolds, musiche degli Enter Shikari.
1. System/Meltdown (Live) – 5:19
2. Gandhi Mate, Gandhi (Live) – 4:43
3. Destabilise/Motherstep/Mothership (Live) – 10:34
4. Arguing with Thermometers (Live) – 3:30

## Formazione
- Rou Reynolds – voce, tastiera, sintetizzatore
- Rory Clewlow – chitarra, voce secondaria
- Chris Batten – basso, voce secondaria
- Rob Rolfe – batteria, percussioni, cori